# London Internet Exchange
Pour les articles homonymes, voir Linx.
 (octobre 2018).
Si vous disposez d'ouvrages ou d'articles de référence ou si vous connaissez des sites web de qualité traitant du thème abordé ici, merci de compléter l'article en donnant les références utiles à sa vérifiabilité et en les liant à la section « Notes et références ».

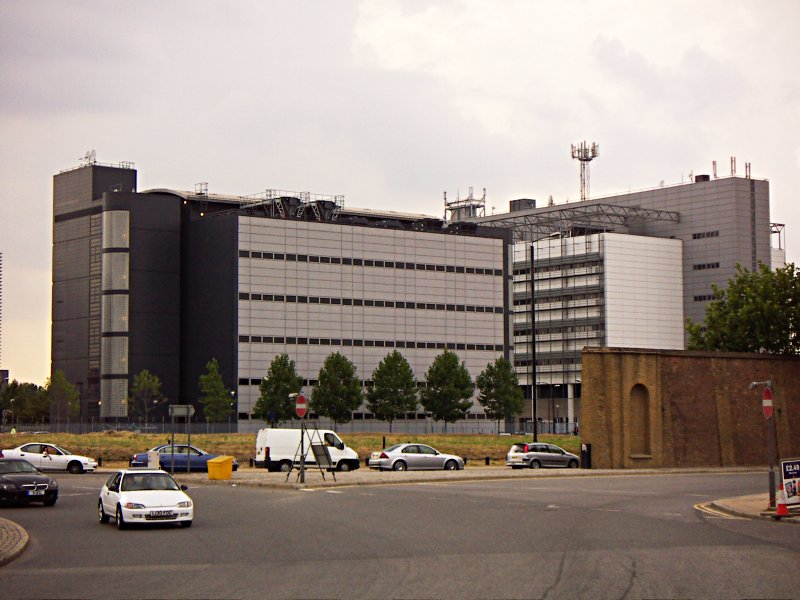
Le Telehouse Docklands, bâtiment abritant le London Internet Exchange depuis 1994

Le London Internet Exchange (LINX) est un Internet Exchange Point (IXP) basé à Londres. Fondé en 1994, il possède des points d'échange locaux à Manchester (IXManchester), Édimbourg (IXScotland) et en Virginie (LINX NoVA).